# Cape Royale
Cape Royale est une census-designated place située dans le comté de San Jacinto, dans l’État du Texas, aux États-Unis. Sa population s’élevait à 670 habitants lors du recensement de 2010.